# Classe Half Ton
La classe Half Ton ou Half Tonner est une classe de voiliers pour la course au large conçue pour disputer la Half Ton Cup (en), entre 1967 et 1993. 

## Description et évolution
La classe Half Ton est une jauge inspirée des One Tonner mesurant initialement 18 pieds (RORC) en 1966. 
En 1971, la longueur évolue à 21,7 pieds avec les International Offshore Rule (IOR). En 1979, une nouvelle évolution porte à 22,05 pieds.
En France, cette classe a été utilisée pour la Course de l'Aurore (ancêtre de la Solitaire du Figaro).
Cette classe a donné une classe plus petite : les Quarter Tonner.